# Botvinnik-Capablanca, AVRO 1938
Cet article utilise la notation algébrique pour décrire des coups du jeu d'échecs.

Animation de la partie.

Lors du Tournoi AVRO qui s'est déroulé à Rotterdam en 1938, Mikhaïl Botvinnik a battu José Raúl Capablanca lors d'une partie d'échecs renommée en raison de sa combinaison finale portant sur douze coups. Raymond Keene l'a fait figurer dans une série TV diffusée sur la chaîne britannique Thames reprenant les douze meilleures parties d'échecs de tous les temps et intitulée Duels of the Mind.

## Déroulement de la partie
Botvinnik joue avec les Blancs, Capablanca avec les Noirs.
1. d4 Cf6 2. c4 e6 3. Cc3 Fb4
Capablanca joue la célèbre défense nimzo-indienne, conçue par le Danois Aaron Nimzowitsch. Les Noirs empêchent la poussée e2-e4 par la pression de leurs pièces.
4. e3 d5 5. a3 Fxc3+ 6. bxc3 c5 7. cxd5 exd5 8. Fd3 0-0 9. Ce2 b6 10. 0-0 Fa6 11. Fxa6 Cxa6 12. Fb2
Une imprécision. Botvinnik aurait d'abord dû jouer 12.Dd3 avant de jouer son fou.
12... Dd7 13. a4 Tfe8?
Botvinnik indique qu'il s'agit d'une erreur et que 13...cxd4 14. cxd4 Tfc8 amènerait l'égalité.
14. Dd3 c4
Ce coup a beaucoup d'avantages apparents : il enferme le fou b2, il permet le contrôle de b3 où le cavalier noir pourra s'installer et il amorce un plan d'attaque à l'aile-dame. Cependant, il présente aussi deux inconvénients majeurs : le pion c n'attaque plus le pion d4, ce qui permet au centre blanc de rester solide. D'autre part, il permet aux Blancs en conséquence de lancer une vigoureuse attaque à l'aile-roi en préparant la poussée e3-e4 sans que les Noirs ne puissent s'y opposer efficacement.
15. Dc2 Cb8 16. Tae1 Cc6 17. Cg3 Ca5 18. f3 Cb3 19. e4
Les deux camps ont atteint leur objectif partiel : Botvinnik a réussi à pousser le pion e, ce qui lui donne un avantage d'espace et de grosses possibilités d'attaque à l'aile-roi. De son côté, Capablanca va capturer le pion a4 et rien ne semble s'opposer à l'avance inexorable de sa majorité de pions à l'aile-dame.
19...Dxa4 20. e5 Cd7 21. Df2 g6 22. f4
Pousse le pion f et menace de jouer f4-f5 qui ferait éclater le roque des Noirs. Capablanca ne peut pas l'accepter et joue le meilleur coup, même s'il affaiblit un peu plus l'aile-roi.
22...f5 23. exf6 Cxf6 24. f5 Txe1 25. Txe1 Te8 26. Te6 !
Un coup subtil qui force pratiquement l'échange des tours en e6 car la pression contre g6 était insupportable. L'échange en e8 aurait favorisé la défense des Noirs.
26...Txe6 27. fxe6 Rg7 28. Df4 De8 29. De5 De7
Malgré leur pion de moins, les Blancs ont fait de nets progrès : ils ont un pion passé dangereux et la position du roi noir est fragile, alors que les Noirs n'ont fait aucun progrès à l'aile-dame : les pions n'ont pas avancé et le cavalier b3 reste hors de l'action. Mais Capablanca a réussi à bloquer le pion e6 et s'il parvient à regrouper ses pièces, il pourra faire valoir ses avantages. Mais Botvinnik avait vu cette ligne depuis un moment.
|   | a | b | c | d | e | f | g | h |   |
| 8 | Pion noir sur case noire a7 · Dame noire sur case noire e7 · Roi noir sur case noire g7 · Pion noir sur case blanche h7 · Pion noir sur case noire b6 · Pion blanc sur case blanche e6 · Cavalier noir sur case noire f6 · Pion noir sur case blanche g6 · Pion noir sur case blanche d5 · Dame blanche sur case noire e5 · Pion noir sur case blanche c4 · Pion blanc sur case noire d4 · Fou blanc sur case noire a3 · Cavalier noir sur case blanche b3 · Pion blanc sur case noire c3 · Cavalier blanc sur case noire g3 · Pion blanc sur case blanche g2 · Pion blanc sur case noire h2 · Roi blanc sur case noire g1 | Pion noir sur case noire a7 · Dame noire sur case noire e7 · Roi noir sur case noire g7 · Pion noir sur case blanche h7 · Pion noir sur case noire b6 · Pion blanc sur case blanche e6 · Cavalier noir sur case noire f6 · Pion noir sur case blanche g6 · Pion noir sur case blanche d5 · Dame blanche sur case noire e5 · Pion noir sur case blanche c4 · Pion blanc sur case noire d4 · Fou blanc sur case noire a3 · Cavalier noir sur case blanche b3 · Pion blanc sur case noire c3 · Cavalier blanc sur case noire g3 · Pion blanc sur case blanche g2 · Pion blanc sur case noire h2 · Roi blanc sur case noire g1 | Pion noir sur case noire a7 · Dame noire sur case noire e7 · Roi noir sur case noire g7 · Pion noir sur case blanche h7 · Pion noir sur case noire b6 · Pion blanc sur case blanche e6 · Cavalier noir sur case noire f6 · Pion noir sur case blanche g6 · Pion noir sur case blanche d5 · Dame blanche sur case noire e5 · Pion noir sur case blanche c4 · Pion blanc sur case noire d4 · Fou blanc sur case noire a3 · Cavalier noir sur case blanche b3 · Pion blanc sur case noire c3 · Cavalier blanc sur case noire g3 · Pion blanc sur case blanche g2 · Pion blanc sur case noire h2 · Roi blanc sur case noire g1 | Pion noir sur case noire a7 · Dame noire sur case noire e7 · Roi noir sur case noire g7 · Pion noir sur case blanche h7 · Pion noir sur case noire b6 · Pion blanc sur case blanche e6 · Cavalier noir sur case noire f6 · Pion noir sur case blanche g6 · Pion noir sur case blanche d5 · Dame blanche sur case noire e5 · Pion noir sur case blanche c4 · Pion blanc sur case noire d4 · Fou blanc sur case noire a3 · Cavalier noir sur case blanche b3 · Pion blanc sur case noire c3 · Cavalier blanc sur case noire g3 · Pion blanc sur case blanche g2 · Pion blanc sur case noire h2 · Roi blanc sur case noire g1 | Pion noir sur case noire a7 · Dame noire sur case noire e7 · Roi noir sur case noire g7 · Pion noir sur case blanche h7 · Pion noir sur case noire b6 · Pion blanc sur case blanche e6 · Cavalier noir sur case noire f6 · Pion noir sur case blanche g6 · Pion noir sur case blanche d5 · Dame blanche sur case noire e5 · Pion noir sur case blanche c4 · Pion blanc sur case noire d4 · Fou blanc sur case noire a3 · Cavalier noir sur case blanche b3 · Pion blanc sur case noire c3 · Cavalier blanc sur case noire g3 · Pion blanc sur case blanche g2 · Pion blanc sur case noire h2 · Roi blanc sur case noire g1 | Pion noir sur case noire a7 · Dame noire sur case noire e7 · Roi noir sur case noire g7 · Pion noir sur case blanche h7 · Pion noir sur case noire b6 · Pion blanc sur case blanche e6 · Cavalier noir sur case noire f6 · Pion noir sur case blanche g6 · Pion noir sur case blanche d5 · Dame blanche sur case noire e5 · Pion noir sur case blanche c4 · Pion blanc sur case noire d4 · Fou blanc sur case noire a3 · Cavalier noir sur case blanche b3 · Pion blanc sur case noire c3 · Cavalier blanc sur case noire g3 · Pion blanc sur case blanche g2 · Pion blanc sur case noire h2 · Roi blanc sur case noire g1 | Pion noir sur case noire a7 · Dame noire sur case noire e7 · Roi noir sur case noire g7 · Pion noir sur case blanche h7 · Pion noir sur case noire b6 · Pion blanc sur case blanche e6 · Cavalier noir sur case noire f6 · Pion noir sur case blanche g6 · Pion noir sur case blanche d5 · Dame blanche sur case noire e5 · Pion noir sur case blanche c4 · Pion blanc sur case noire d4 · Fou blanc sur case noire a3 · Cavalier noir sur case blanche b3 · Pion blanc sur case noire c3 · Cavalier blanc sur case noire g3 · Pion blanc sur case blanche g2 · Pion blanc sur case noire h2 · Roi blanc sur case noire g1 | Pion noir sur case noire a7 · Dame noire sur case noire e7 · Roi noir sur case noire g7 · Pion noir sur case blanche h7 · Pion noir sur case noire b6 · Pion blanc sur case blanche e6 · Cavalier noir sur case noire f6 · Pion noir sur case blanche g6 · Pion noir sur case blanche d5 · Dame blanche sur case noire e5 · Pion noir sur case blanche c4 · Pion blanc sur case noire d4 · Fou blanc sur case noire a3 · Cavalier noir sur case blanche b3 · Pion blanc sur case noire c3 · Cavalier blanc sur case noire g3 · Pion blanc sur case blanche g2 · Pion blanc sur case noire h2 · Roi blanc sur case noire g1 | 8 |
| 7 | Pion noir sur case noire a7 · Dame noire sur case noire e7 · Roi noir sur case noire g7 · Pion noir sur case blanche h7 · Pion noir sur case noire b6 · Pion blanc sur case blanche e6 · Cavalier noir sur case noire f6 · Pion noir sur case blanche g6 · Pion noir sur case blanche d5 · Dame blanche sur case noire e5 · Pion noir sur case blanche c4 · Pion blanc sur case noire d4 · Fou blanc sur case noire a3 · Cavalier noir sur case blanche b3 · Pion blanc sur case noire c3 · Cavalier blanc sur case noire g3 · Pion blanc sur case blanche g2 · Pion blanc sur case noire h2 · Roi blanc sur case noire g1 | Pion noir sur case noire a7 · Dame noire sur case noire e7 · Roi noir sur case noire g7 · Pion noir sur case blanche h7 · Pion noir sur case noire b6 · Pion blanc sur case blanche e6 · Cavalier noir sur case noire f6 · Pion noir sur case blanche g6 · Pion noir sur case blanche d5 · Dame blanche sur case noire e5 · Pion noir sur case blanche c4 · Pion blanc sur case noire d4 · Fou blanc sur case noire a3 · Cavalier noir sur case blanche b3 · Pion blanc sur case noire c3 · Cavalier blanc sur case noire g3 · Pion blanc sur case blanche g2 · Pion blanc sur case noire h2 · Roi blanc sur case noire g1 | Pion noir sur case noire a7 · Dame noire sur case noire e7 · Roi noir sur case noire g7 · Pion noir sur case blanche h7 · Pion noir sur case noire b6 · Pion blanc sur case blanche e6 · Cavalier noir sur case noire f6 · Pion noir sur case blanche g6 · Pion noir sur case blanche d5 · Dame blanche sur case noire e5 · Pion noir sur case blanche c4 · Pion blanc sur case noire d4 · Fou blanc sur case noire a3 · Cavalier noir sur case blanche b3 · Pion blanc sur case noire c3 · Cavalier blanc sur case noire g3 · Pion blanc sur case blanche g2 · Pion blanc sur case noire h2 · Roi blanc sur case noire g1 | Pion noir sur case noire a7 · Dame noire sur case noire e7 · Roi noir sur case noire g7 · Pion noir sur case blanche h7 · Pion noir sur case noire b6 · Pion blanc sur case blanche e6 · Cavalier noir sur case noire f6 · Pion noir sur case blanche g6 · Pion noir sur case blanche d5 · Dame blanche sur case noire e5 · Pion noir sur case blanche c4 · Pion blanc sur case noire d4 · Fou blanc sur case noire a3 · Cavalier noir sur case blanche b3 · Pion blanc sur case noire c3 · Cavalier blanc sur case noire g3 · Pion blanc sur case blanche g2 · Pion blanc sur case noire h2 · Roi blanc sur case noire g1 | Pion noir sur case noire a7 · Dame noire sur case noire e7 · Roi noir sur case noire g7 · Pion noir sur case blanche h7 · Pion noir sur case noire b6 · Pion blanc sur case blanche e6 · Cavalier noir sur case noire f6 · Pion noir sur case blanche g6 · Pion noir sur case blanche d5 · Dame blanche sur case noire e5 · Pion noir sur case blanche c4 · Pion blanc sur case noire d4 · Fou blanc sur case noire a3 · Cavalier noir sur case blanche b3 · Pion blanc sur case noire c3 · Cavalier blanc sur case noire g3 · Pion blanc sur case blanche g2 · Pion blanc sur case noire h2 · Roi blanc sur case noire g1 | Pion noir sur case noire a7 · Dame noire sur case noire e7 · Roi noir sur case noire g7 · Pion noir sur case blanche h7 · Pion noir sur case noire b6 · Pion blanc sur case blanche e6 · Cavalier noir sur case noire f6 · Pion noir sur case blanche g6 · Pion noir sur case blanche d5 · Dame blanche sur case noire e5 · Pion noir sur case blanche c4 · Pion blanc sur case noire d4 · Fou blanc sur case noire a3 · Cavalier noir sur case blanche b3 · Pion blanc sur case noire c3 · Cavalier blanc sur case noire g3 · Pion blanc sur case blanche g2 · Pion blanc sur case noire h2 · Roi blanc sur case noire g1 | Pion noir sur case noire a7 · Dame noire sur case noire e7 · Roi noir sur case noire g7 · Pion noir sur case blanche h7 · Pion noir sur case noire b6 · Pion blanc sur case blanche e6 · Cavalier noir sur case noire f6 · Pion noir sur case blanche g6 · Pion noir sur case blanche d5 · Dame blanche sur case noire e5 · Pion noir sur case blanche c4 · Pion blanc sur case noire d4 · Fou blanc sur case noire a3 · Cavalier noir sur case blanche b3 · Pion blanc sur case noire c3 · Cavalier blanc sur case noire g3 · Pion blanc sur case blanche g2 · Pion blanc sur case noire h2 · Roi blanc sur case noire g1 | Pion noir sur case noire a7 · Dame noire sur case noire e7 · Roi noir sur case noire g7 · Pion noir sur case blanche h7 · Pion noir sur case noire b6 · Pion blanc sur case blanche e6 · Cavalier noir sur case noire f6 · Pion noir sur case blanche g6 · Pion noir sur case blanche d5 · Dame blanche sur case noire e5 · Pion noir sur case blanche c4 · Pion blanc sur case noire d4 · Fou blanc sur case noire a3 · Cavalier noir sur case blanche b3 · Pion blanc sur case noire c3 · Cavalier blanc sur case noire g3 · Pion blanc sur case blanche g2 · Pion blanc sur case noire h2 · Roi blanc sur case noire g1 | 7 |
| 6 | Pion noir sur case noire a7 · Dame noire sur case noire e7 · Roi noir sur case noire g7 · Pion noir sur case blanche h7 · Pion noir sur case noire b6 · Pion blanc sur case blanche e6 · Cavalier noir sur case noire f6 · Pion noir sur case blanche g6 · Pion noir sur case blanche d5 · Dame blanche sur case noire e5 · Pion noir sur case blanche c4 · Pion blanc sur case noire d4 · Fou blanc sur case noire a3 · Cavalier noir sur case blanche b3 · Pion blanc sur case noire c3 · Cavalier blanc sur case noire g3 · Pion blanc sur case blanche g2 · Pion blanc sur case noire h2 · Roi blanc sur case noire g1 | Pion noir sur case noire a7 · Dame noire sur case noire e7 · Roi noir sur case noire g7 · Pion noir sur case blanche h7 · Pion noir sur case noire b6 · Pion blanc sur case blanche e6 · Cavalier noir sur case noire f6 · Pion noir sur case blanche g6 · Pion noir sur case blanche d5 · Dame blanche sur case noire e5 · Pion noir sur case blanche c4 · Pion blanc sur case noire d4 · Fou blanc sur case noire a3 · Cavalier noir sur case blanche b3 · Pion blanc sur case noire c3 · Cavalier blanc sur case noire g3 · Pion blanc sur case blanche g2 · Pion blanc sur case noire h2 · Roi blanc sur case noire g1 | Pion noir sur case noire a7 · Dame noire sur case noire e7 · Roi noir sur case noire g7 · Pion noir sur case blanche h7 · Pion noir sur case noire b6 · Pion blanc sur case blanche e6 · Cavalier noir sur case noire f6 · Pion noir sur case blanche g6 · Pion noir sur case blanche d5 · Dame blanche sur case noire e5 · Pion noir sur case blanche c4 · Pion blanc sur case noire d4 · Fou blanc sur case noire a3 · Cavalier noir sur case blanche b3 · Pion blanc sur case noire c3 · Cavalier blanc sur case noire g3 · Pion blanc sur case blanche g2 · Pion blanc sur case noire h2 · Roi blanc sur case noire g1 | Pion noir sur case noire a7 · Dame noire sur case noire e7 · Roi noir sur case noire g7 · Pion noir sur case blanche h7 · Pion noir sur case noire b6 · Pion blanc sur case blanche e6 · Cavalier noir sur case noire f6 · Pion noir sur case blanche g6 · Pion noir sur case blanche d5 · Dame blanche sur case noire e5 · Pion noir sur case blanche c4 · Pion blanc sur case noire d4 · Fou blanc sur case noire a3 · Cavalier noir sur case blanche b3 · Pion blanc sur case noire c3 · Cavalier blanc sur case noire g3 · Pion blanc sur case blanche g2 · Pion blanc sur case noire h2 · Roi blanc sur case noire g1 | Pion noir sur case noire a7 · Dame noire sur case noire e7 · Roi noir sur case noire g7 · Pion noir sur case blanche h7 · Pion noir sur case noire b6 · Pion blanc sur case blanche e6 · Cavalier noir sur case noire f6 · Pion noir sur case blanche g6 · Pion noir sur case blanche d5 · Dame blanche sur case noire e5 · Pion noir sur case blanche c4 · Pion blanc sur case noire d4 · Fou blanc sur case noire a3 · Cavalier noir sur case blanche b3 · Pion blanc sur case noire c3 · Cavalier blanc sur case noire g3 · Pion blanc sur case blanche g2 · Pion blanc sur case noire h2 · Roi blanc sur case noire g1 | Pion noir sur case noire a7 · Dame noire sur case noire e7 · Roi noir sur case noire g7 · Pion noir sur case blanche h7 · Pion noir sur case noire b6 · Pion blanc sur case blanche e6 · Cavalier noir sur case noire f6 · Pion noir sur case blanche g6 · Pion noir sur case blanche d5 · Dame blanche sur case noire e5 · Pion noir sur case blanche c4 · Pion blanc sur case noire d4 · Fou blanc sur case noire a3 · Cavalier noir sur case blanche b3 · Pion blanc sur case noire c3 · Cavalier blanc sur case noire g3 · Pion blanc sur case blanche g2 · Pion blanc sur case noire h2 · Roi blanc sur case noire g1 | Pion noir sur case noire a7 · Dame noire sur case noire e7 · Roi noir sur case noire g7 · Pion noir sur case blanche h7 · Pion noir sur case noire b6 · Pion blanc sur case blanche e6 · Cavalier noir sur case noire f6 · Pion noir sur case blanche g6 · Pion noir sur case blanche d5 · Dame blanche sur case noire e5 · Pion noir sur case blanche c4 · Pion blanc sur case noire d4 · Fou blanc sur case noire a3 · Cavalier noir sur case blanche b3 · Pion blanc sur case noire c3 · Cavalier blanc sur case noire g3 · Pion blanc sur case blanche g2 · Pion blanc sur case noire h2 · Roi blanc sur case noire g1 | Pion noir sur case noire a7 · Dame noire sur case noire e7 · Roi noir sur case noire g7 · Pion noir sur case blanche h7 · Pion noir sur case noire b6 · Pion blanc sur case blanche e6 · Cavalier noir sur case noire f6 · Pion noir sur case blanche g6 · Pion noir sur case blanche d5 · Dame blanche sur case noire e5 · Pion noir sur case blanche c4 · Pion blanc sur case noire d4 · Fou blanc sur case noire a3 · Cavalier noir sur case blanche b3 · Pion blanc sur case noire c3 · Cavalier blanc sur case noire g3 · Pion blanc sur case blanche g2 · Pion blanc sur case noire h2 · Roi blanc sur case noire g1 | 6 |
| 5 | Pion noir sur case noire a7 · Dame noire sur case noire e7 · Roi noir sur case noire g7 · Pion noir sur case blanche h7 · Pion noir sur case noire b6 · Pion blanc sur case blanche e6 · Cavalier noir sur case noire f6 · Pion noir sur case blanche g6 · Pion noir sur case blanche d5 · Dame blanche sur case noire e5 · Pion noir sur case blanche c4 · Pion blanc sur case noire d4 · Fou blanc sur case noire a3 · Cavalier noir sur case blanche b3 · Pion blanc sur case noire c3 · Cavalier blanc sur case noire g3 · Pion blanc sur case blanche g2 · Pion blanc sur case noire h2 · Roi blanc sur case noire g1 | Pion noir sur case noire a7 · Dame noire sur case noire e7 · Roi noir sur case noire g7 · Pion noir sur case blanche h7 · Pion noir sur case noire b6 · Pion blanc sur case blanche e6 · Cavalier noir sur case noire f6 · Pion noir sur case blanche g6 · Pion noir sur case blanche d5 · Dame blanche sur case noire e5 · Pion noir sur case blanche c4 · Pion blanc sur case noire d4 · Fou blanc sur case noire a3 · Cavalier noir sur case blanche b3 · Pion blanc sur case noire c3 · Cavalier blanc sur case noire g3 · Pion blanc sur case blanche g2 · Pion blanc sur case noire h2 · Roi blanc sur case noire g1 | Pion noir sur case noire a7 · Dame noire sur case noire e7 · Roi noir sur case noire g7 · Pion noir sur case blanche h7 · Pion noir sur case noire b6 · Pion blanc sur case blanche e6 · Cavalier noir sur case noire f6 · Pion noir sur case blanche g6 · Pion noir sur case blanche d5 · Dame blanche sur case noire e5 · Pion noir sur case blanche c4 · Pion blanc sur case noire d4 · Fou blanc sur case noire a3 · Cavalier noir sur case blanche b3 · Pion blanc sur case noire c3 · Cavalier blanc sur case noire g3 · Pion blanc sur case blanche g2 · Pion blanc sur case noire h2 · Roi blanc sur case noire g1 | Pion noir sur case noire a7 · Dame noire sur case noire e7 · Roi noir sur case noire g7 · Pion noir sur case blanche h7 · Pion noir sur case noire b6 · Pion blanc sur case blanche e6 · Cavalier noir sur case noire f6 · Pion noir sur case blanche g6 · Pion noir sur case blanche d5 · Dame blanche sur case noire e5 · Pion noir sur case blanche c4 · Pion blanc sur case noire d4 · Fou blanc sur case noire a3 · Cavalier noir sur case blanche b3 · Pion blanc sur case noire c3 · Cavalier blanc sur case noire g3 · Pion blanc sur case blanche g2 · Pion blanc sur case noire h2 · Roi blanc sur case noire g1 | Pion noir sur case noire a7 · Dame noire sur case noire e7 · Roi noir sur case noire g7 · Pion noir sur case blanche h7 · Pion noir sur case noire b6 · Pion blanc sur case blanche e6 · Cavalier noir sur case noire f6 · Pion noir sur case blanche g6 · Pion noir sur case blanche d5 · Dame blanche sur case noire e5 · Pion noir sur case blanche c4 · Pion blanc sur case noire d4 · Fou blanc sur case noire a3 · Cavalier noir sur case blanche b3 · Pion blanc sur case noire c3 · Cavalier blanc sur case noire g3 · Pion blanc sur case blanche g2 · Pion blanc sur case noire h2 · Roi blanc sur case noire g1 | Pion noir sur case noire a7 · Dame noire sur case noire e7 · Roi noir sur case noire g7 · Pion noir sur case blanche h7 · Pion noir sur case noire b6 · Pion blanc sur case blanche e6 · Cavalier noir sur case noire f6 · Pion noir sur case blanche g6 · Pion noir sur case blanche d5 · Dame blanche sur case noire e5 · Pion noir sur case blanche c4 · Pion blanc sur case noire d4 · Fou blanc sur case noire a3 · Cavalier noir sur case blanche b3 · Pion blanc sur case noire c3 · Cavalier blanc sur case noire g3 · Pion blanc sur case blanche g2 · Pion blanc sur case noire h2 · Roi blanc sur case noire g1 | Pion noir sur case noire a7 · Dame noire sur case noire e7 · Roi noir sur case noire g7 · Pion noir sur case blanche h7 · Pion noir sur case noire b6 · Pion blanc sur case blanche e6 · Cavalier noir sur case noire f6 · Pion noir sur case blanche g6 · Pion noir sur case blanche d5 · Dame blanche sur case noire e5 · Pion noir sur case blanche c4 · Pion blanc sur case noire d4 · Fou blanc sur case noire a3 · Cavalier noir sur case blanche b3 · Pion blanc sur case noire c3 · Cavalier blanc sur case noire g3 · Pion blanc sur case blanche g2 · Pion blanc sur case noire h2 · Roi blanc sur case noire g1 | Pion noir sur case noire a7 · Dame noire sur case noire e7 · Roi noir sur case noire g7 · Pion noir sur case blanche h7 · Pion noir sur case noire b6 · Pion blanc sur case blanche e6 · Cavalier noir sur case noire f6 · Pion noir sur case blanche g6 · Pion noir sur case blanche d5 · Dame blanche sur case noire e5 · Pion noir sur case blanche c4 · Pion blanc sur case noire d4 · Fou blanc sur case noire a3 · Cavalier noir sur case blanche b3 · Pion blanc sur case noire c3 · Cavalier blanc sur case noire g3 · Pion blanc sur case blanche g2 · Pion blanc sur case noire h2 · Roi blanc sur case noire g1 | 5 |
| 4 | Pion noir sur case noire a7 · Dame noire sur case noire e7 · Roi noir sur case noire g7 · Pion noir sur case blanche h7 · Pion noir sur case noire b6 · Pion blanc sur case blanche e6 · Cavalier noir sur case noire f6 · Pion noir sur case blanche g6 · Pion noir sur case blanche d5 · Dame blanche sur case noire e5 · Pion noir sur case blanche c4 · Pion blanc sur case noire d4 · Fou blanc sur case noire a3 · Cavalier noir sur case blanche b3 · Pion blanc sur case noire c3 · Cavalier blanc sur case noire g3 · Pion blanc sur case blanche g2 · Pion blanc sur case noire h2 · Roi blanc sur case noire g1 | Pion noir sur case noire a7 · Dame noire sur case noire e7 · Roi noir sur case noire g7 · Pion noir sur case blanche h7 · Pion noir sur case noire b6 · Pion blanc sur case blanche e6 · Cavalier noir sur case noire f6 · Pion noir sur case blanche g6 · Pion noir sur case blanche d5 · Dame blanche sur case noire e5 · Pion noir sur case blanche c4 · Pion blanc sur case noire d4 · Fou blanc sur case noire a3 · Cavalier noir sur case blanche b3 · Pion blanc sur case noire c3 · Cavalier blanc sur case noire g3 · Pion blanc sur case blanche g2 · Pion blanc sur case noire h2 · Roi blanc sur case noire g1 | Pion noir sur case noire a7 · Dame noire sur case noire e7 · Roi noir sur case noire g7 · Pion noir sur case blanche h7 · Pion noir sur case noire b6 · Pion blanc sur case blanche e6 · Cavalier noir sur case noire f6 · Pion noir sur case blanche g6 · Pion noir sur case blanche d5 · Dame blanche sur case noire e5 · Pion noir sur case blanche c4 · Pion blanc sur case noire d4 · Fou blanc sur case noire a3 · Cavalier noir sur case blanche b3 · Pion blanc sur case noire c3 · Cavalier blanc sur case noire g3 · Pion blanc sur case blanche g2 · Pion blanc sur case noire h2 · Roi blanc sur case noire g1 | Pion noir sur case noire a7 · Dame noire sur case noire e7 · Roi noir sur case noire g7 · Pion noir sur case blanche h7 · Pion noir sur case noire b6 · Pion blanc sur case blanche e6 · Cavalier noir sur case noire f6 · Pion noir sur case blanche g6 · Pion noir sur case blanche d5 · Dame blanche sur case noire e5 · Pion noir sur case blanche c4 · Pion blanc sur case noire d4 · Fou blanc sur case noire a3 · Cavalier noir sur case blanche b3 · Pion blanc sur case noire c3 · Cavalier blanc sur case noire g3 · Pion blanc sur case blanche g2 · Pion blanc sur case noire h2 · Roi blanc sur case noire g1 | Pion noir sur case noire a7 · Dame noire sur case noire e7 · Roi noir sur case noire g7 · Pion noir sur case blanche h7 · Pion noir sur case noire b6 · Pion blanc sur case blanche e6 · Cavalier noir sur case noire f6 · Pion noir sur case blanche g6 · Pion noir sur case blanche d5 · Dame blanche sur case noire e5 · Pion noir sur case blanche c4 · Pion blanc sur case noire d4 · Fou blanc sur case noire a3 · Cavalier noir sur case blanche b3 · Pion blanc sur case noire c3 · Cavalier blanc sur case noire g3 · Pion blanc sur case blanche g2 · Pion blanc sur case noire h2 · Roi blanc sur case noire g1 | Pion noir sur case noire a7 · Dame noire sur case noire e7 · Roi noir sur case noire g7 · Pion noir sur case blanche h7 · Pion noir sur case noire b6 · Pion blanc sur case blanche e6 · Cavalier noir sur case noire f6 · Pion noir sur case blanche g6 · Pion noir sur case blanche d5 · Dame blanche sur case noire e5 · Pion noir sur case blanche c4 · Pion blanc sur case noire d4 · Fou blanc sur case noire a3 · Cavalier noir sur case blanche b3 · Pion blanc sur case noire c3 · Cavalier blanc sur case noire g3 · Pion blanc sur case blanche g2 · Pion blanc sur case noire h2 · Roi blanc sur case noire g1 | Pion noir sur case noire a7 · Dame noire sur case noire e7 · Roi noir sur case noire g7 · Pion noir sur case blanche h7 · Pion noir sur case noire b6 · Pion blanc sur case blanche e6 · Cavalier noir sur case noire f6 · Pion noir sur case blanche g6 · Pion noir sur case blanche d5 · Dame blanche sur case noire e5 · Pion noir sur case blanche c4 · Pion blanc sur case noire d4 · Fou blanc sur case noire a3 · Cavalier noir sur case blanche b3 · Pion blanc sur case noire c3 · Cavalier blanc sur case noire g3 · Pion blanc sur case blanche g2 · Pion blanc sur case noire h2 · Roi blanc sur case noire g1 | Pion noir sur case noire a7 · Dame noire sur case noire e7 · Roi noir sur case noire g7 · Pion noir sur case blanche h7 · Pion noir sur case noire b6 · Pion blanc sur case blanche e6 · Cavalier noir sur case noire f6 · Pion noir sur case blanche g6 · Pion noir sur case blanche d5 · Dame blanche sur case noire e5 · Pion noir sur case blanche c4 · Pion blanc sur case noire d4 · Fou blanc sur case noire a3 · Cavalier noir sur case blanche b3 · Pion blanc sur case noire c3 · Cavalier blanc sur case noire g3 · Pion blanc sur case blanche g2 · Pion blanc sur case noire h2 · Roi blanc sur case noire g1 | 4 |
| 3 | Pion noir sur case noire a7 · Dame noire sur case noire e7 · Roi noir sur case noire g7 · Pion noir sur case blanche h7 · Pion noir sur case noire b6 · Pion blanc sur case blanche e6 · Cavalier noir sur case noire f6 · Pion noir sur case blanche g6 · Pion noir sur case blanche d5 · Dame blanche sur case noire e5 · Pion noir sur case blanche c4 · Pion blanc sur case noire d4 · Fou blanc sur case noire a3 · Cavalier noir sur case blanche b3 · Pion blanc sur case noire c3 · Cavalier blanc sur case noire g3 · Pion blanc sur case blanche g2 · Pion blanc sur case noire h2 · Roi blanc sur case noire g1 | Pion noir sur case noire a7 · Dame noire sur case noire e7 · Roi noir sur case noire g7 · Pion noir sur case blanche h7 · Pion noir sur case noire b6 · Pion blanc sur case blanche e6 · Cavalier noir sur case noire f6 · Pion noir sur case blanche g6 · Pion noir sur case blanche d5 · Dame blanche sur case noire e5 · Pion noir sur case blanche c4 · Pion blanc sur case noire d4 · Fou blanc sur case noire a3 · Cavalier noir sur case blanche b3 · Pion blanc sur case noire c3 · Cavalier blanc sur case noire g3 · Pion blanc sur case blanche g2 · Pion blanc sur case noire h2 · Roi blanc sur case noire g1 | Pion noir sur case noire a7 · Dame noire sur case noire e7 · Roi noir sur case noire g7 · Pion noir sur case blanche h7 · Pion noir sur case noire b6 · Pion blanc sur case blanche e6 · Cavalier noir sur case noire f6 · Pion noir sur case blanche g6 · Pion noir sur case blanche d5 · Dame blanche sur case noire e5 · Pion noir sur case blanche c4 · Pion blanc sur case noire d4 · Fou blanc sur case noire a3 · Cavalier noir sur case blanche b3 · Pion blanc sur case noire c3 · Cavalier blanc sur case noire g3 · Pion blanc sur case blanche g2 · Pion blanc sur case noire h2 · Roi blanc sur case noire g1 | Pion noir sur case noire a7 · Dame noire sur case noire e7 · Roi noir sur case noire g7 · Pion noir sur case blanche h7 · Pion noir sur case noire b6 · Pion blanc sur case blanche e6 · Cavalier noir sur case noire f6 · Pion noir sur case blanche g6 · Pion noir sur case blanche d5 · Dame blanche sur case noire e5 · Pion noir sur case blanche c4 · Pion blanc sur case noire d4 · Fou blanc sur case noire a3 · Cavalier noir sur case blanche b3 · Pion blanc sur case noire c3 · Cavalier blanc sur case noire g3 · Pion blanc sur case blanche g2 · Pion blanc sur case noire h2 · Roi blanc sur case noire g1 | Pion noir sur case noire a7 · Dame noire sur case noire e7 · Roi noir sur case noire g7 · Pion noir sur case blanche h7 · Pion noir sur case noire b6 · Pion blanc sur case blanche e6 · Cavalier noir sur case noire f6 · Pion noir sur case blanche g6 · Pion noir sur case blanche d5 · Dame blanche sur case noire e5 · Pion noir sur case blanche c4 · Pion blanc sur case noire d4 · Fou blanc sur case noire a3 · Cavalier noir sur case blanche b3 · Pion blanc sur case noire c3 · Cavalier blanc sur case noire g3 · Pion blanc sur case blanche g2 · Pion blanc sur case noire h2 · Roi blanc sur case noire g1 | Pion noir sur case noire a7 · Dame noire sur case noire e7 · Roi noir sur case noire g7 · Pion noir sur case blanche h7 · Pion noir sur case noire b6 · Pion blanc sur case blanche e6 · Cavalier noir sur case noire f6 · Pion noir sur case blanche g6 · Pion noir sur case blanche d5 · Dame blanche sur case noire e5 · Pion noir sur case blanche c4 · Pion blanc sur case noire d4 · Fou blanc sur case noire a3 · Cavalier noir sur case blanche b3 · Pion blanc sur case noire c3 · Cavalier blanc sur case noire g3 · Pion blanc sur case blanche g2 · Pion blanc sur case noire h2 · Roi blanc sur case noire g1 | Pion noir sur case noire a7 · Dame noire sur case noire e7 · Roi noir sur case noire g7 · Pion noir sur case blanche h7 · Pion noir sur case noire b6 · Pion blanc sur case blanche e6 · Cavalier noir sur case noire f6 · Pion noir sur case blanche g6 · Pion noir sur case blanche d5 · Dame blanche sur case noire e5 · Pion noir sur case blanche c4 · Pion blanc sur case noire d4 · Fou blanc sur case noire a3 · Cavalier noir sur case blanche b3 · Pion blanc sur case noire c3 · Cavalier blanc sur case noire g3 · Pion blanc sur case blanche g2 · Pion blanc sur case noire h2 · Roi blanc sur case noire g1 | Pion noir sur case noire a7 · Dame noire sur case noire e7 · Roi noir sur case noire g7 · Pion noir sur case blanche h7 · Pion noir sur case noire b6 · Pion blanc sur case blanche e6 · Cavalier noir sur case noire f6 · Pion noir sur case blanche g6 · Pion noir sur case blanche d5 · Dame blanche sur case noire e5 · Pion noir sur case blanche c4 · Pion blanc sur case noire d4 · Fou blanc sur case noire a3 · Cavalier noir sur case blanche b3 · Pion blanc sur case noire c3 · Cavalier blanc sur case noire g3 · Pion blanc sur case blanche g2 · Pion blanc sur case noire h2 · Roi blanc sur case noire g1 | 3 |
| 2 | Pion noir sur case noire a7 · Dame noire sur case noire e7 · Roi noir sur case noire g7 · Pion noir sur case blanche h7 · Pion noir sur case noire b6 · Pion blanc sur case blanche e6 · Cavalier noir sur case noire f6 · Pion noir sur case blanche g6 · Pion noir sur case blanche d5 · Dame blanche sur case noire e5 · Pion noir sur case blanche c4 · Pion blanc sur case noire d4 · Fou blanc sur case noire a3 · Cavalier noir sur case blanche b3 · Pion blanc sur case noire c3 · Cavalier blanc sur case noire g3 · Pion blanc sur case blanche g2 · Pion blanc sur case noire h2 · Roi blanc sur case noire g1 | Pion noir sur case noire a7 · Dame noire sur case noire e7 · Roi noir sur case noire g7 · Pion noir sur case blanche h7 · Pion noir sur case noire b6 · Pion blanc sur case blanche e6 · Cavalier noir sur case noire f6 · Pion noir sur case blanche g6 · Pion noir sur case blanche d5 · Dame blanche sur case noire e5 · Pion noir sur case blanche c4 · Pion blanc sur case noire d4 · Fou blanc sur case noire a3 · Cavalier noir sur case blanche b3 · Pion blanc sur case noire c3 · Cavalier blanc sur case noire g3 · Pion blanc sur case blanche g2 · Pion blanc sur case noire h2 · Roi blanc sur case noire g1 | Pion noir sur case noire a7 · Dame noire sur case noire e7 · Roi noir sur case noire g7 · Pion noir sur case blanche h7 · Pion noir sur case noire b6 · Pion blanc sur case blanche e6 · Cavalier noir sur case noire f6 · Pion noir sur case blanche g6 · Pion noir sur case blanche d5 · Dame blanche sur case noire e5 · Pion noir sur case blanche c4 · Pion blanc sur case noire d4 · Fou blanc sur case noire a3 · Cavalier noir sur case blanche b3 · Pion blanc sur case noire c3 · Cavalier blanc sur case noire g3 · Pion blanc sur case blanche g2 · Pion blanc sur case noire h2 · Roi blanc sur case noire g1 | Pion noir sur case noire a7 · Dame noire sur case noire e7 · Roi noir sur case noire g7 · Pion noir sur case blanche h7 · Pion noir sur case noire b6 · Pion blanc sur case blanche e6 · Cavalier noir sur case noire f6 · Pion noir sur case blanche g6 · Pion noir sur case blanche d5 · Dame blanche sur case noire e5 · Pion noir sur case blanche c4 · Pion blanc sur case noire d4 · Fou blanc sur case noire a3 · Cavalier noir sur case blanche b3 · Pion blanc sur case noire c3 · Cavalier blanc sur case noire g3 · Pion blanc sur case blanche g2 · Pion blanc sur case noire h2 · Roi blanc sur case noire g1 | Pion noir sur case noire a7 · Dame noire sur case noire e7 · Roi noir sur case noire g7 · Pion noir sur case blanche h7 · Pion noir sur case noire b6 · Pion blanc sur case blanche e6 · Cavalier noir sur case noire f6 · Pion noir sur case blanche g6 · Pion noir sur case blanche d5 · Dame blanche sur case noire e5 · Pion noir sur case blanche c4 · Pion blanc sur case noire d4 · Fou blanc sur case noire a3 · Cavalier noir sur case blanche b3 · Pion blanc sur case noire c3 · Cavalier blanc sur case noire g3 · Pion blanc sur case blanche g2 · Pion blanc sur case noire h2 · Roi blanc sur case noire g1 | Pion noir sur case noire a7 · Dame noire sur case noire e7 · Roi noir sur case noire g7 · Pion noir sur case blanche h7 · Pion noir sur case noire b6 · Pion blanc sur case blanche e6 · Cavalier noir sur case noire f6 · Pion noir sur case blanche g6 · Pion noir sur case blanche d5 · Dame blanche sur case noire e5 · Pion noir sur case blanche c4 · Pion blanc sur case noire d4 · Fou blanc sur case noire a3 · Cavalier noir sur case blanche b3 · Pion blanc sur case noire c3 · Cavalier blanc sur case noire g3 · Pion blanc sur case blanche g2 · Pion blanc sur case noire h2 · Roi blanc sur case noire g1 | Pion noir sur case noire a7 · Dame noire sur case noire e7 · Roi noir sur case noire g7 · Pion noir sur case blanche h7 · Pion noir sur case noire b6 · Pion blanc sur case blanche e6 · Cavalier noir sur case noire f6 · Pion noir sur case blanche g6 · Pion noir sur case blanche d5 · Dame blanche sur case noire e5 · Pion noir sur case blanche c4 · Pion blanc sur case noire d4 · Fou blanc sur case noire a3 · Cavalier noir sur case blanche b3 · Pion blanc sur case noire c3 · Cavalier blanc sur case noire g3 · Pion blanc sur case blanche g2 · Pion blanc sur case noire h2 · Roi blanc sur case noire g1 | Pion noir sur case noire a7 · Dame noire sur case noire e7 · Roi noir sur case noire g7 · Pion noir sur case blanche h7 · Pion noir sur case noire b6 · Pion blanc sur case blanche e6 · Cavalier noir sur case noire f6 · Pion noir sur case blanche g6 · Pion noir sur case blanche d5 · Dame blanche sur case noire e5 · Pion noir sur case blanche c4 · Pion blanc sur case noire d4 · Fou blanc sur case noire a3 · Cavalier noir sur case blanche b3 · Pion blanc sur case noire c3 · Cavalier blanc sur case noire g3 · Pion blanc sur case blanche g2 · Pion blanc sur case noire h2 · Roi blanc sur case noire g1 | 2 |
| 1 | Pion noir sur case noire a7 · Dame noire sur case noire e7 · Roi noir sur case noire g7 · Pion noir sur case blanche h7 · Pion noir sur case noire b6 · Pion blanc sur case blanche e6 · Cavalier noir sur case noire f6 · Pion noir sur case blanche g6 · Pion noir sur case blanche d5 · Dame blanche sur case noire e5 · Pion noir sur case blanche c4 · Pion blanc sur case noire d4 · Fou blanc sur case noire a3 · Cavalier noir sur case blanche b3 · Pion blanc sur case noire c3 · Cavalier blanc sur case noire g3 · Pion blanc sur case blanche g2 · Pion blanc sur case noire h2 · Roi blanc sur case noire g1 | Pion noir sur case noire a7 · Dame noire sur case noire e7 · Roi noir sur case noire g7 · Pion noir sur case blanche h7 · Pion noir sur case noire b6 · Pion blanc sur case blanche e6 · Cavalier noir sur case noire f6 · Pion noir sur case blanche g6 · Pion noir sur case blanche d5 · Dame blanche sur case noire e5 · Pion noir sur case blanche c4 · Pion blanc sur case noire d4 · Fou blanc sur case noire a3 · Cavalier noir sur case blanche b3 · Pion blanc sur case noire c3 · Cavalier blanc sur case noire g3 · Pion blanc sur case blanche g2 · Pion blanc sur case noire h2 · Roi blanc sur case noire g1 | Pion noir sur case noire a7 · Dame noire sur case noire e7 · Roi noir sur case noire g7 · Pion noir sur case blanche h7 · Pion noir sur case noire b6 · Pion blanc sur case blanche e6 · Cavalier noir sur case noire f6 · Pion noir sur case blanche g6 · Pion noir sur case blanche d5 · Dame blanche sur case noire e5 · Pion noir sur case blanche c4 · Pion blanc sur case noire d4 · Fou blanc sur case noire a3 · Cavalier noir sur case blanche b3 · Pion blanc sur case noire c3 · Cavalier blanc sur case noire g3 · Pion blanc sur case blanche g2 · Pion blanc sur case noire h2 · Roi blanc sur case noire g1 | Pion noir sur case noire a7 · Dame noire sur case noire e7 · Roi noir sur case noire g7 · Pion noir sur case blanche h7 · Pion noir sur case noire b6 · Pion blanc sur case blanche e6 · Cavalier noir sur case noire f6 · Pion noir sur case blanche g6 · Pion noir sur case blanche d5 · Dame blanche sur case noire e5 · Pion noir sur case blanche c4 · Pion blanc sur case noire d4 · Fou blanc sur case noire a3 · Cavalier noir sur case blanche b3 · Pion blanc sur case noire c3 · Cavalier blanc sur case noire g3 · Pion blanc sur case blanche g2 · Pion blanc sur case noire h2 · Roi blanc sur case noire g1 | Pion noir sur case noire a7 · Dame noire sur case noire e7 · Roi noir sur case noire g7 · Pion noir sur case blanche h7 · Pion noir sur case noire b6 · Pion blanc sur case blanche e6 · Cavalier noir sur case noire f6 · Pion noir sur case blanche g6 · Pion noir sur case blanche d5 · Dame blanche sur case noire e5 · Pion noir sur case blanche c4 · Pion blanc sur case noire d4 · Fou blanc sur case noire a3 · Cavalier noir sur case blanche b3 · Pion blanc sur case noire c3 · Cavalier blanc sur case noire g3 · Pion blanc sur case blanche g2 · Pion blanc sur case noire h2 · Roi blanc sur case noire g1 | Pion noir sur case noire a7 · Dame noire sur case noire e7 · Roi noir sur case noire g7 · Pion noir sur case blanche h7 · Pion noir sur case noire b6 · Pion blanc sur case blanche e6 · Cavalier noir sur case noire f6 · Pion noir sur case blanche g6 · Pion noir sur case blanche d5 · Dame blanche sur case noire e5 · Pion noir sur case blanche c4 · Pion blanc sur case noire d4 · Fou blanc sur case noire a3 · Cavalier noir sur case blanche b3 · Pion blanc sur case noire c3 · Cavalier blanc sur case noire g3 · Pion blanc sur case blanche g2 · Pion blanc sur case noire h2 · Roi blanc sur case noire g1 | Pion noir sur case noire a7 · Dame noire sur case noire e7 · Roi noir sur case noire g7 · Pion noir sur case blanche h7 · Pion noir sur case noire b6 · Pion blanc sur case blanche e6 · Cavalier noir sur case noire f6 · Pion noir sur case blanche g6 · Pion noir sur case blanche d5 · Dame blanche sur case noire e5 · Pion noir sur case blanche c4 · Pion blanc sur case noire d4 · Fou blanc sur case noire a3 · Cavalier noir sur case blanche b3 · Pion blanc sur case noire c3 · Cavalier blanc sur case noire g3 · Pion blanc sur case blanche g2 · Pion blanc sur case noire h2 · Roi blanc sur case noire g1 | Pion noir sur case noire a7 · Dame noire sur case noire e7 · Roi noir sur case noire g7 · Pion noir sur case blanche h7 · Pion noir sur case noire b6 · Pion blanc sur case blanche e6 · Cavalier noir sur case noire f6 · Pion noir sur case blanche g6 · Pion noir sur case blanche d5 · Dame blanche sur case noire e5 · Pion noir sur case blanche c4 · Pion blanc sur case noire d4 · Fou blanc sur case noire a3 · Cavalier noir sur case blanche b3 · Pion blanc sur case noire c3 · Cavalier blanc sur case noire g3 · Pion blanc sur case blanche g2 · Pion blanc sur case noire h2 · Roi blanc sur case noire g1 | 1 |
|   | a | b | c | d | e | f | g | h |   |

30. Fa3!! un coup extraordinaire, créant peut-être la position la plus célèbre de l'histoire des échecs selon Raymond Keene (voir diagramme).
L'idée du sacrifice est de débloquer le pion e6. La suite est facilement calculée par des joueurs de ce niveau, mais Botvinnik admit par la suite qu’il n’avait pas vu toute la combinaison au moment de jouer 30.Fa3!!. Il avait calculé jusqu’à 34.e7, mais sans être certain de pouvoir éviter le perpétuel.
30... Dxa3 31. Ch5+ gxh5 32. Dg5+ Rf8 33. Dxf6+ Rg8 34. e7 Dc1+
La contre-attaque désespérée ne suffit pas à sauver la partie.
35. Rf2 Dc2+ 36. Rg3 Dd3+ 37. Rh4 De4+ 38. Rxh5 De2+ 39. Rh4 De4+ 40. g4 De1+ 41. Rh5 1-0. Les noirs abandonnent.